# 밀라노-비코카 대학교
밀라노-비코카 대학교(이탈리아어: Università degli Studi di Milano-Bicocca)는 1998년에 밀라노 대학교에서 분리된 대학교이다. 영어로는 University of Milano-Bicocca로 표기한다. 밀라노 대학은 1989년도에 22개의 학위 과정이 있었고 75,000명의 학생이 등록돼있었으며, 1993년도까지 90,000명으로 등록 학생이 증가하였다. 학생이 너무 많아져서 일부 학과를 "밀라노-비코카 대학교"로 분리하였다.

## 캠퍼스
캠퍼스는 밀라노시의 비코카(Bicocca) 구역에 있다.

### 의과 대학
밀라노-비꼬까 대학의 의과 대학의 이탈리아어 코스는 몬자에서 진행한다.
영어 의과대학 코스는 베르가모의 죠반니 23세 교황 병원에서 진행한다.

## 같이 보기
- 밀라노 대학교
- 사크로 쿠오레 가톨릭 대학교
- 교황 요한 23세 병원
- 백의 수여식